# Stegelytra albofasciata
Stegelytra albofasciata är en insektsart som beskrevs av Rauno E. Linnavuori 1962. Stegelytra albofasciata ingår i släktet Stegelytra och familjen dvärgstritar. Inga underarter finns listade i Catalogue of Life.